# Journal of Ethnobiology and Ethnomedicine
Das Journal of Ethnobiology and Ethnomedicine, abgekürzt J. Ethnobiol. Ethnomed., ist eine wissenschaftliche Fachzeitschrift, die vom Biomed Central-Verlag veröffentlicht wird. Die Zeitschrift erscheint ausschließlich online, die Artikel sind frei zugänglich.  Es werden Arbeiten veröffentlicht, die sich mit der Forschung aus den Bereichen Ethnobiologie und Ethnomedizin beschäftigen.
Der Impact Factor lag im Jahr 2022 bei 3,4. Nach der Statistik des ISI Web of Knowledge wird das Journal in der Kategorie Botanik, Biodiversität und Pharmazie und geführt.